# Asesinato de Woolwich de 2013
Lee James Rigby  fue un soldado del ejército británico asesinado en la calle Wellington del distrito Woolwich de Gran Londres, Inglaterra el 22 de mayo de 2013, al ser atropellado por dos hombres que después intentaron decapitarlo.
Rigby nació en Middleton, un pueblo en Gran Mánchester, en el norte de Inglaterra, en 1987. Sirvió con el ejército británico en Chipre, Alemania y Afganistán antes de hacerse reclutador y ayudar con servicios en la Torre de Londres.
Los agresores se quedaron en el lugar del ataque hasta que llegó la policía, la cual tuvo que dispararles a los terroristas cuando se les abalanzaron para atacarlos. Los perpetradores fueron dos hombres británicos de origen nigeriano, Michael Adebolajo y Michael Adebowale, conversos al islam.

## Ataque
El ataque se produjo a las 14:20 (hora británica), en Wellington Street, una calle en el distrito de Woolwich, en el sureste de Londres. Dos individuos montados en un vehículo atropellan al soldado y posteriormente le asesinaron e intentaron decapitarle con cuchillos, incluyendo uno de carnicero. Uno de los atacantes portaba un arma de fuego, que no utilizó contra el soldado. Según testigos, el que portaba el arma realizó disparos al aire mientras gritaba en árabe «Alá es grande».

## Funeral de la víctima
El 11 de julio de 2013, el cuerpo de Lee Rigby fue llevado a su pueblo natal de Bury, en Gran Mánchester, para un funeral militar en la iglesia local. Sus camaradas velaron el ataúd durante toda la noche antes del funeral, el 12 de julio. Asistieron el primer ministro británico, David Cameron, y el alcalde de Londres, Boris Johnson.

## Autos legales y prueba
El 27 de septiembre de 2013, los dos acusados, Michael Adebolajo y Michael Adebowale, aparecieron vía video en el tribunal de justicia del Old Bailey (la corte más alta en Inglaterra) donde ambos se declararon inocentes del asesinato de Lee Rigby, y de otros cargos relacionados con el incidente. El juicio empezó en el Old Bailey el 29 de noviembre, donde el juez describió al asesinato como «cobarde y cruel».
El 19 de diciembre, Adebolajo y Adebowale fueron declarados culpables de homicidio por el jurado. Fueron sentenciados a cadena perpetua el 26 de febrero de 2014.